# الی کاستنهولتس
الی کاستنهولتس (انگلیسی: Ueli Kestenholz؛ زادهٔ ۱۰ مهٔ ۱۹۷۵) اسنوبردسوار اهل سوئیس است.